# Stari grad Vinica
Stari grad Vinica smjestio se na Vinica Bregu, 1,5 km zapadno od centra naselja Vinica, na nadmorskoj visini od oko 260 m. Pretpostavlja se da je na mjestu burga još u prapovijesti bilo naselje, a kao castrum Vinica prvi se puta spominje 1353. Sastoji od gornjeg, najstarijeg dijela koji je okrenut prema ulazu i donjem dijelu koji je u podgrađu, a kojeg su branile 4 kružne kule. Prvi kat bio izgrađen od lijepih kamena klesanaca, a kule se od kordonskog vijenca prema tlu znatno proširuju.
Burg Vinica se prvi put spominje 1353. kao castrum Vinica, a u popisu vlastelinstava 1767. spominje se Vinica duorum conporationatorum Gyulajano - Istvanffyanorum. Godine 1391. vlasnik mu je bio kralj Sigismund, a 1397. dolazi u posjed grofa Hermana Celjskog. Izumiranjem ove obitelji 1463. vlasnikom grada postaju Čeh Ivan (Jan) Vitovec i sinovi koji ga gube zbog zavjere, a Matija Korvin ga daje sinu Ivanišu koji ga zajedno s Trakošćanom poklanja podbanu Ivanu Gyulayu (Đulaju). U teškom požaru 1555. grad je bio teško oštećen, ali je ubrzo ponovno izgrađen. Smrću Ivana Gyulaya (kao posljednjeg muškog člana obitelji) i sudskim sporom oko nasljedstva, grad u vlasništvo dobivaju njegovi nasljednici po ženskoj lozi: Nikola Istvánffy, Bernad i Gabrijel Thuroczy te Pavao Pethö de Gerse. Nakon smrti Nikole Istvanffyja, grad Vinicu nasljeđuju njegove kćeri Eva, Katarina i Ursula, te njihovi muževi grofovi Draškovići, Keglevići, te Ivan Lipcej i ban Benko Thuroczy. Krajem 17. stoljeća grad je ruševina nepogodna za stanovanje i često mijenja vlasnike: Kegleviće, Draškoviće, Malakocijeve. Zbog takvoga stanja, plemstvo gradi kurije i dvorce u nizini (Opeka, Bajnski dvori, kurije Patačić, Keglević,...) i tu nastavlja život. Danas je grad u razrušenom stanju.

## Zaštita
Pod oznakom Z-6191 zavedeno je kao nepokretno kulturno dobro - pojedinačno, pravna statusa zaštićena kulturnog dobra, klasificirano kao "kopnena arheološka zona/nalazište".